# Massimeno
Massimeno település Olaszországban, Trento megyében. Lakosainak száma 139 fő (2023. január 1.). Massimeno Comano Terme, Giustino, Pelugo, Spiazzo, Strembo, Bocenago, Caderzone és Valdaone községekkel határos.

## Népesség
A település népességének változása:
| Lakosok száma | 126  | 134  | 139  |
|               | 2017 | 2018 | 2023 |